# Roztoky u Jilemnice
Roztoky u Jilemnice là một làng thuộc huyện Semily, vùng Liberecký, Cộng hòa Séc.